# قائمة حكام جورجيا
قائمة حكام جورجيا من 1918 حتى وقتنا هذا. تتضمن القائمة قادة جمهورية جورجيا الديموقراطية قصيرة الأجل (1918–1921) وكذلك قادة جورجيا السوفيتية (1921–1991) وقادة ما بعد العصر السوفيتي.

## حكام جورجيا (1918–الآن)

### جمهورية ما وراء القوقاز الديمقراطية الاتحادية(1918)
| ر. | صورة | اسم (ميلاد–وفاة)              | تولى المنصب    | ترك المنصب   | حزب                                  | لقب                      |
| -- | ---- | ----------------------------- | -------------- | ------------ | ------------------------------------ | ------------------------ |
| 1  |      | نيكولاي تشيخايدزة (1864–1926) | 10 فبراير 1918 | 26 مايو 1918 | الحزب الديمقراطي الاجتماعي في جورجيا | رئيس الجمعيات البرلمانية |

### جمهورية جورجيا الديموقراطية(1918–1921)
| ر. | صورة | اسم (ميلاد–وفاة)              | تولى المنصب   | ترك المنصب    | حزب                                  | لقب                                                          |
| -- | ---- | ----------------------------- | ------------- | ------------- | ------------------------------------ | ------------------------------------------------------------ |
| 1  |      | نيكولاي تشيخايدزة (1864–1926) | 26 مايو 1918  | 16 مارس 1921  | الحزب الديمقراطي الاجتماعي في جورجيا | رئيس الجمعيات البرلمانية (نظام برلماني: لا يوجد رئيس للدولة) |
| 1  |      | نوي راميشفيلي (1881–1930)     | 26 مايو 1918  | 24 يونيو 1918 | الحزب الديمقراطي الاجتماعي في جورجيا | رئيس الحكومة (نظام برلماني: لا يوجد رئيس للدولة)             |
| 1  |      | نوي جوردانيا (1868–1953)      | 24 يونيو 1918 | 18 مارس 1921  | الحزب الديمقراطي الاجتماعي في جورجيا | رئيس الحكومة (نظام برلماني: لا يوجد رئيس للدولة)             |

### جمهورية ما وراء القوقاز السوفيتية الاشتراكية(1922–1936) و‌الجمهورية الجورجية السوفيتية الاشتراكية(1936–1990)
| ر. | صورة | اسم (ميلاد–وفاة)                   | تولى المنصب    | ترك المنصب     | حزب                     | لقب                                    |
| -- | ---- | ---------------------------------- | -------------- | -------------- | ----------------------- | -------------------------------------- |
| 1  |      | ماميا أوراخلاشفيلي (1881–1937)     | 16 مارس 1921   | أبريل 1922     | الحزب الشيوعي في جورجيا | السكرتير الأول للحزب الشيوعي في جورجيا |
| 2  |      | ميخائيل أوكودزهافا                 | أبريل 1922     | 22 أكتوبر 1922 | الحزب الشيوعي في جورجيا | السكرتير الأول للحزب الشيوعي في جورجيا |
| 3  |      | فيساريون لومينادزي (1897–1935)     | 22 أكتوبر 1922 | أغسطس 1924     | الحزب الشيوعي في جورجيا | السكرتير الأول للحزب الشيوعي في جورجيا |
| 4  |      | ميخائيل كاخاني (1896–1937)         | أغسطس 1924     | مايو 1930      | الحزب الشيوعي في جورجيا | السكرتير الأول للحزب الشيوعي في جورجيا |
| 5  |      | ليفان غوغوبيريدز (1896–1937)       | مايو 1930      | 19 نوفمبر 1930 | الحزب الشيوعي في جورجيا | السكرتير الأول للحزب الشيوعي في جورجيا |
| 6  |      | سامسون ماموليا (1892–1937)         | 19 نوفمبر 1930 | 11 سبتمبر 1931 | الحزب الشيوعي في جورجيا | السكرتير الأول للحزب الشيوعي في جورجيا |
| 7  |      | لافرينتي كارتفيليشفيلي (1890-1938) | 11 سبتمبر 1931 | 14 نوفمبر 1931 | الحزب الشيوعي في جورجيا | السكرتير الأول للحزب الشيوعي في جورجيا |
| 8  |      | لافرينتي بيريا (1899–1953)         | 14 نوفمبر 1931 | 18 أكتوبر 1932 | الحزب الشيوعي في جورجيا | السكرتير الأول للحزب الشيوعي في جورجيا |
| 9  |      | بيتر أغناشفيلي                     | 18 أكتوبر 1932 | 15 يناير 1934  | الحزب الشيوعي في جورجيا | السكرتير الأول للحزب الشيوعي في جورجيا |
| 10 |      | لافرينتي بيريا (1899–1953)         | 15 يناير 1934  | 31 أغسطس 1938  | الحزب الشيوعي في جورجيا | السكرتير الأول للحزب الشيوعي في جورجيا |
| 11 |      | كانديد شاركفياني (1907–1994)       | 31 أغسطس 1938  | 2 أبريل 1952   | الحزب الشيوعي في جورجيا | السكرتير الأول للحزب الشيوعي في جورجيا |
| 12 |      | أكاكي مغيلادزي (1910–1980)         | 2 أبريل 1952   | 14 أبريل 1953  | الحزب الشيوعي في جورجيا | السكرتير الأول للحزب الشيوعي في جورجيا |
| 13 |      | ألكساندر ميرتسخولافا (1911–2009)   | 14 أبريل 1953  | 19 سبتمبر 1953 | الحزب الشيوعي في جورجيا | السكرتير الأول للحزب الشيوعي في جورجيا |
| 14 |      | فاسيل مزهافانادزه (1902–1988)      | 20 سبتمبر 1953 | 29 سبتمبر 1972 | الحزب الشيوعي في جورجيا | السكرتير الأول للحزب الشيوعي في جورجيا |
| 15 |      | إدوارد شيفردنادزه (1928–2014)      | 29 سبتمبر 1972 | 6 يوليو 1985   | الحزب الشيوعي في جورجيا | السكرتير الأول للحزب الشيوعي في جورجيا |
| 16 |      | جمبر باتياشفيلي (وُلد في 1940)      | 6 يوليو 1985   | 14 أبريل 1989  | الحزب الشيوعي في جورجيا | السكرتير الأول للحزب الشيوعي في جورجيا |
| 17 |      | غيفي غامباريدزه (وُلد في 1945)      | 14 أبريل 1989  | 15 نوفمبر 1990 | الحزب الشيوعي في جورجيا | السكرتير الأول للحزب الشيوعي في جورجيا |
| 18 |      | زفياد جامساخورديا (1939–1993)      | 15 نوفمبر 1990 | 14 أبريل 1991  | مستقل                   | رئيس المجلس الأعلى لجورجيا             |

### جمهورية جورجيا(1991–الآن)
الرؤساء
| ر.  | اسم (ميلاد–وفاة)                         | صورة             | فترة انتخابية | المدة             | تولى المنصب                             | ترك المنصب                   | حزب                      | الحكومة            |
| --- | ---------------------------------------- | ---------------- | ------------- | ----------------- | --------------------------------------- | ---------------------------- | ------------------------ | ------------------ |
| 1   | زفياد جامساخورديا (1939–1993)            |                  | 1 ‏            | 267 أيام          | 14 أبريل 1991 (عين) 26 مايو 1991 (رسمي) | 6 يناير 1992 (خلع)           | Round Table—Free Georgia |                    |
| —   | Jaba Ioseliani (1926–2003)               |                  |               | 64 أيام           | 6 يناير 1992                            | 10 مارس 1992                 | القوات المسلحة الجورجية  | Military Council   |
| —   | تنغيز كيتوفاني (1938–2023)               |                  |               | 64 أيام           | 6 يناير 1992                            | 10 مارس 1992                 | القوات المسلحة الجورجية  | Military Council   |
| —   | إدوارد شيفردنادزه (1928–2014)            |                  |               | 239 أيام          | 10 مارس 1992                            | 4 نوفمبر 1992                | مستقل                    |                    |
| —   | إدوارد شيفردنادزه (1928–2014)            | 2 أيام           | 4 نوفمبر 1992 | 6 نوفمبر 1992     |                                         |                              | مستقل                    |                    |
| —   | إدوارد شيفردنادزه (1928–2014)            | 3 سنوات و20 أيام | 6 نوفمبر 1992 | 26 نوفمبر 1995    |                                         |                              | مستقل                    |                    |
| 2   | إدوارد شيفردنادزه (1928–2014)            | 1 ‏               | 5 سنوات       | 26 نوفمبر 1995    | 30 أبريل 2000                           | Union of Citizens of Georgia |                          |                    |
| 2   | إدوارد شيفردنادزه (1928–2014)            | 2                | 5 سنوات       | 30 أبريل 2000     | 23 نوفمبر 2003 (أجبر على الاستقالة)     | Union of Citizens of Georgia |                          |                    |
| —   | نينو بورجانادزه (مواليد 1964) (بالوكالة) |                  |               | 63 أيام           | 23 نوفمبر 2003                          | 25 يناير 2004                | الحركة الوطنية المتحدة   |                    |
| 3   | ميخائيل ساكاشفيلي (مواليد 1967)          |                  | 1 ‏            | 3 سنوات و304 أيام | 25 يناير 2004                           | 25 نوفمبر 2007 (استقال)      | الحركة الوطنية المتحدة   |                    |
| —   | نينو بورجانادزه (مواليد 1964) (بالوكالة) |                  |               | 56 أيام           | 25 نوفمبر 2007                          | 20 يناير 2008                | الحركة الوطنية المتحدة   |                    |
| (3) | ميخائيل ساكاشفيلي (مواليد 1967)          |                  | 1             | 5 سنوات و301 أيام | 20 يناير 2008                           | 17 نوفمبر 2013               | الحركة الوطنية المتحدة   |                    |
| 10  | بدزينا إفنشفلي (مواليد 1956)             |                  | 1             | 25 أكتوبر 2012    | 20 نوفمبر 2013                          | 1 سنة و26 أيام               | الحلم الجورجي            | Ivanishvili        |
| 11  | إراكلي غاريباشفيلي (مواليد 1982)         |                  | -             | 20 نوفمبر 2013    | 30 ديسمبر 2015                          | 2 سنوات و40 أيام             | الحلم الجورجي            | Garibashvili I     |
| 12  | جيورجي كفيركاشفيلي (مواليد 1967)         |                  | 1             | 30 ديسمبر 2015    | 13 يونيو 2018                           | 2 سنوات و165 أيام            | الحلم الجورجي            | Kvirikashvili I–II |
| 13  | ماموكا باختادز (مواليد 1982)             |                  | -             | 20 يونيو 2018     | 2 سبتمبر 2019                           | 1 سنة و74 أيام               | الحلم الجورجي            | Bakhtadze          |
| 14  | جيورجي جخاريا (مواليد 1975)              |                  | 1             | 8 سبتمبر 2019     | 18 فبراير 2021                          | 1 سنة و167 أيام              | الحلم الجورجي            | Gakharia I–II      |
| 15  | إراكلي غاريباشفيلي (مواليد 1982)         |                  | 2             | 22 فبراير 2021    | 29 يناير 2024                           | 4 سنوات و135 أيام            | الحلم الجورجي            | Garibashvili II    |
| 16  | إيراكلي كوباخيدزه (مواليد 1978)          |                  | -             | 8 فبراير 2024     | في المنصب                               | 1 سنة و149 أيام              | الحلم الجورجي            | Kobakhidze         |